# هوهنبروگ-واینبرگ
هوهنبروگ-واینبرگ (به آلمانی: Hohenbrugg-Weinberg) یک منطقهٔ مسکونی در اتریش است که در زودوست‌اشتایرمارک واقع شده‌است. هوهنبروگ-واینبرگ ۱۵٫۵۹ کیلومتر مربع مساحت دارد ۲۵۷ متر بالاتر از سطح دریا واقع شده‌است.